# Етцел I (Ортенбург)
Етцел I (на немски: Etzel I, Ezzo I, Etzelin I, Etzel II, † 17 май 1446) e граф на Ортенбург от 1422 до 1444 г.

## Биография
Той е най-малкият син на граф Хайнрих IV († 1395) и Агнес фон Халс. След смъртта на баща му през 1395 г. собствеността на Дом Ортенбург се разделя на три линии, Стар-Ортенбург, Нов-Ортенбург и Дорфбах. Той получава замък Стар-Ортенбург и земите към него. По-големият му брат Алрам I († пр. 1399) получава Дорфбах, а Георг I († 1422) получава Нов-Ортенбург. Етцел последва брат си Георг I през 1422 г. и става граф на Имперското графство Ортенбург.
Етцел е няколко години в свитата на кралица Изабела Баварска и служи като кемерер на нейния съпруг френския крал Шарл VI от 18 април 1398 до 9 май 1401 г. Той има много добри отношения с краля и получава от него подаръци. През 1401 г. се връща в Бавария. През 1422 г. Етцел е съветник на служба при херцог Йохан III от Щраубинг-Холандия.
През 1426 г. той придружава крал Сигизмунд Люксембургски до Щраубинг и Регенсбург. От 1435 до 1443 г. е съветник на херцог Хайнрих XVI от Бавария-Ландсхут. След това той служи на баварските херцози в Мюнхен. През 1446 г. е съветник на херцог Албрехт III.
След смъртта на съпругата му Етцел предава през 1444 г. замък Стар-Ортенбург на племенника си Алрам II и напуска като управляващ имперски граф. След това отива в Щраубинг, където си купува къща. През 1446 г. Етцел умира в дворец Стар-Ортенбург. Неговите собствености отиват на клон Нов-Ортенбург. Той е погребан, според завещанието му, в капелата Св. Сиксус в Пасау.

## Фамилия
Първи брак: с Катарина фон Ансервайлер (d'Ancerville) († ок. 1401).
Втори брак: ок. 1405 г. се жени за Зигуна (Зигаун) фон Рорбах. Двамата имат една дъщеря:
- Маргарета († 19 април 1448), омъжва се пр. 6 февруари 1413 г. за Хайнрих III Нотхафт цу Вернберг († 26 ноември 1471).